# Richerenches
Richerenches település Franciaországban, Vaucluse megyében. Lakosainak száma 539 fő (2022. január 1.). Richerenches La Baume-de-Transit, Colonzelle, Montségur-sur-Lauzon, Grillon, Valréas és Visan községekkel határos.

## Népesség
A település népessége az elmúlt években az alábbi módon változott:
| Lakosok száma | 661  | 672  | 743  | 619  | 578  | 537  | 536  | 542  | 539  |
|               | 2013 | 2015 | 2016 | 2017 | 2018 | 2019 | 2020 | 2021 | 2022 |